# Osmica
Una osmica (plural osmice, pronunciació en italià: osmizza i en triestí: osmiza) és un tipus de local de gestió familiar en on es poden vendre i consumir productes típics i propietaris de la zona directament. Són tavernes, cantines o locals que els mateixos camperols o agricultors han adequat, en l'altipla del Carso, dividit entre Itàlia i Eslovènia,
El terme prové de l'eslovè  osem, que significa vuit; indicava la durada del període d'obertura de l'activitat.

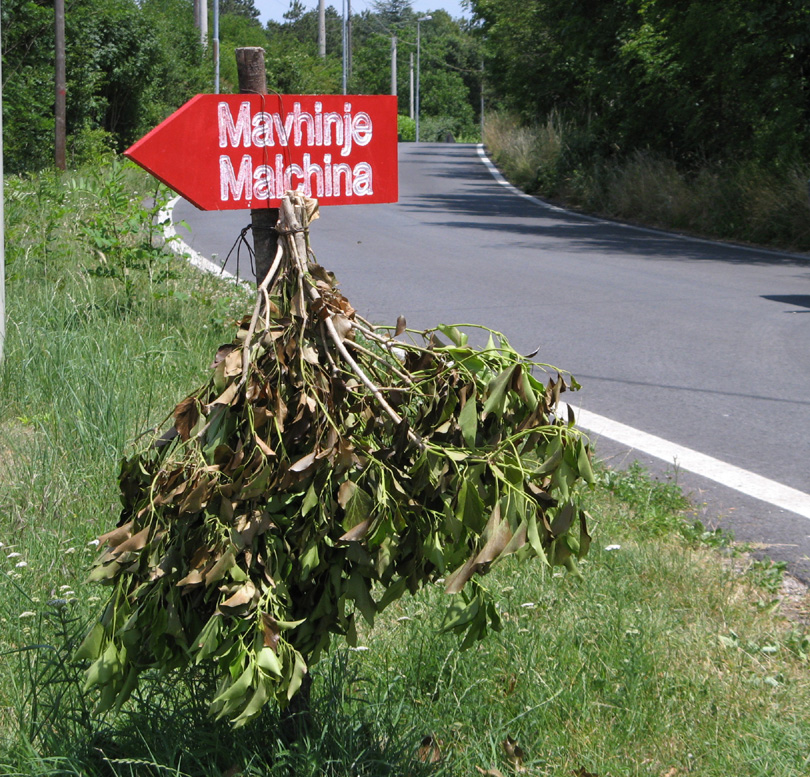
Fraska d'una osmica a la zona de Mavhinje-Malchina

Les "osmice" són llocs de trobada per a tota mena de gent i edats. Són llocs típics situats tant a la regió italiana de Friuli-Venezia Giulia com en el litoral eslovè i també a la vall del riu Vipava, a Eslovènia.
En els últims anys aquesta tradició culinària s'ha estès també a la zona eslovena d'Istria, especialment en els voltants de Koper.
No obstant això la majoria de les "osmice" es troben a la província de Trieste i, en menor quantitat, a la província de Gorizia.

## Característiques
Les "osmice" tenen unes regulacions legals que marquen la diferència entre aquests establiments i els agroturismes o restaurants. Dites limitacions es refereixen tant al vi servit, que ha de ser únicament de la pròpia collita, com al menjar, ja que es poden oferir només plats freds i casolans. Addicionalment, l'osmica pot estar oberta per un període màxim de 59 dies a l'any. En l'altipla del Carso els agricultors planifiquen l'obertura d'aquests locals de tal forma que hi hagi sempre alguna osmica oberta.

## Història

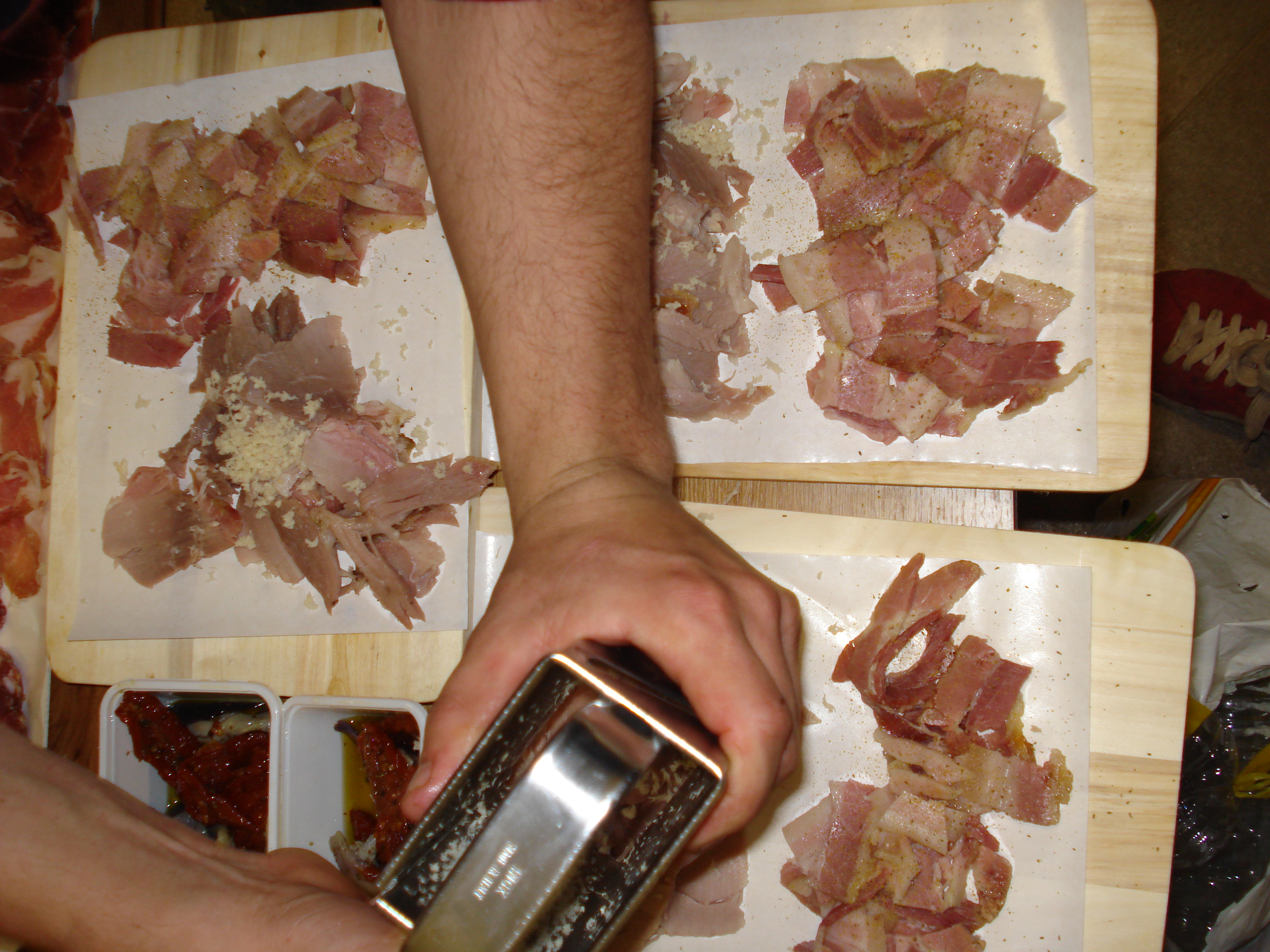
Fiambres servits en taules de fusta

La tradició de les "osmice" és molt antiga, apareixen ja en l'època de Carlemany, quan Istria i Tergeste (Trieste) van ser abandonades per part dels romans d'Orient, i posteriorment van passar a formar part del Regne dels Francs. Una de les ordenances de Carlemany consistia a atorgar a tots els viticultors de l'Imperi Carolingi el dret a vendre les seves pròpies produccions de vi, senyalitzant aquest tipus d'activitat amb fletxes de fusta i sobre aquestes rams d'heura col·locats en llocs visibles dels carrers i les places.
Diferents documents acrediten l'existència de les "osmice" ja a l'Edat Mitjana. Un document de 1430 tracta sobre els camperols de la zona de Prosek (Prosecco) a la província de Trieste, amb relació a la venda de vi en els seus propis habitatges sense cap aranzel.
Aquesta tradició antiga va ser restaurada i renovada en virtut d'un decret de l'any 1784, emanat per part de Josep II d'Habsburg, que permetia als agricultors la possibilitat de vendre els seus propis productes durant un període màxim de vuit dies.

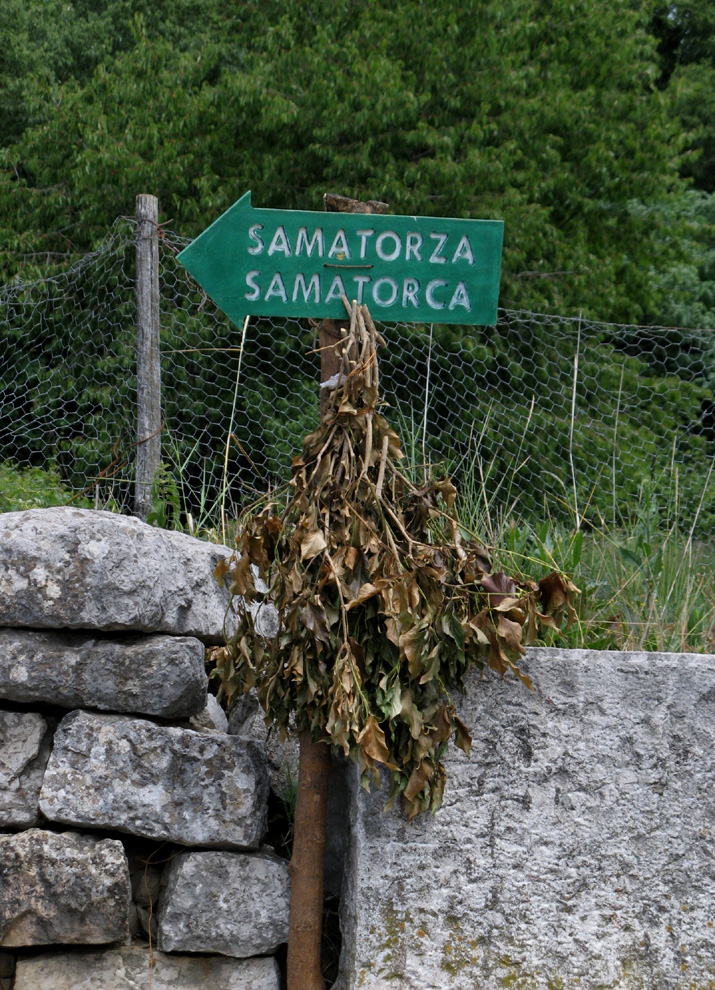
Osmica a la zona de Samatorca-Samatorza

Actualment existeixen unes 40 “osmice” en l'altipla càrsic. Es troben a la zona de Mavhinje-Malchina, Praprot-Prepotto, Surtž-Sals, Samatorca-Samatorza, Prosek-Prosecco, Opčine-Opicina, Repen- Rupingrande, Mediavas-Medeazza, Križ-Santa Croce, Nabrežina-Aurisina, Zgonik-Sgonicco.
L'horari d'obertura de les “osmice” és generalment des de les 9:00 fins a les 23:00, variant sempre amb relació a les normes i regles de cada poble.